# Plouzané
Plouzané is een gemeente in het Franse departement Finistère, in de regio Bretagne. De gemeente telde 13.437 inwoners op 1 januari 2022. De plaats maakt deel uit van het arrondissement Brest.

## Geschiedenis
In de 17e eeuw werden langsheen de kust forten gebouwd om de haven van Brest te verdedigen. Zo werden de forten van Le Dellec en Le Mengant gebouwd naar plannen van Vauban.
In 1869 werd de eerste telegraafkabel tussen Frankrijk en de Verenigde Staten gelegd tussen het strand van Le Minou in Plouzané en Duxbury op Cape Cod. Deze verbinding deed dienst tot 1894. In 1905 kwam er een telegraafkabel van Le Minou naar Dakar in Senegal.
Tot omstreeks 1965 was Plouzané een landelijke gemeente. Toen vestigde zich industrie in de plaats La Trinité. In 1975 werd beslist het oude centrum van Plouzané en La Trinité met elkaar te verbinden door de bouw van de wijk Castel-Nevez. Daar kwamen ook het nieuwe gemeentehuis en verschillende scholen. In het zuiden van de gemeente ontwikkelde zich het bedrijvencentrum Technopôle Brest Iroise met technologiebedrijven.

## Geografie
De oppervlakte van Plouzané bedroeg op 1 januari 2022 33,14 vierkante kilometer; de bevolkingsdichtheid was toen 405,5 inwoners per km². De gemeente ligt ten westen van Brest en heeft een kustlijn van negen km.
De onderstaande kaart toont de ligging van Plouzané met de belangrijkste infrastructuur en aangrenzende gemeenten.

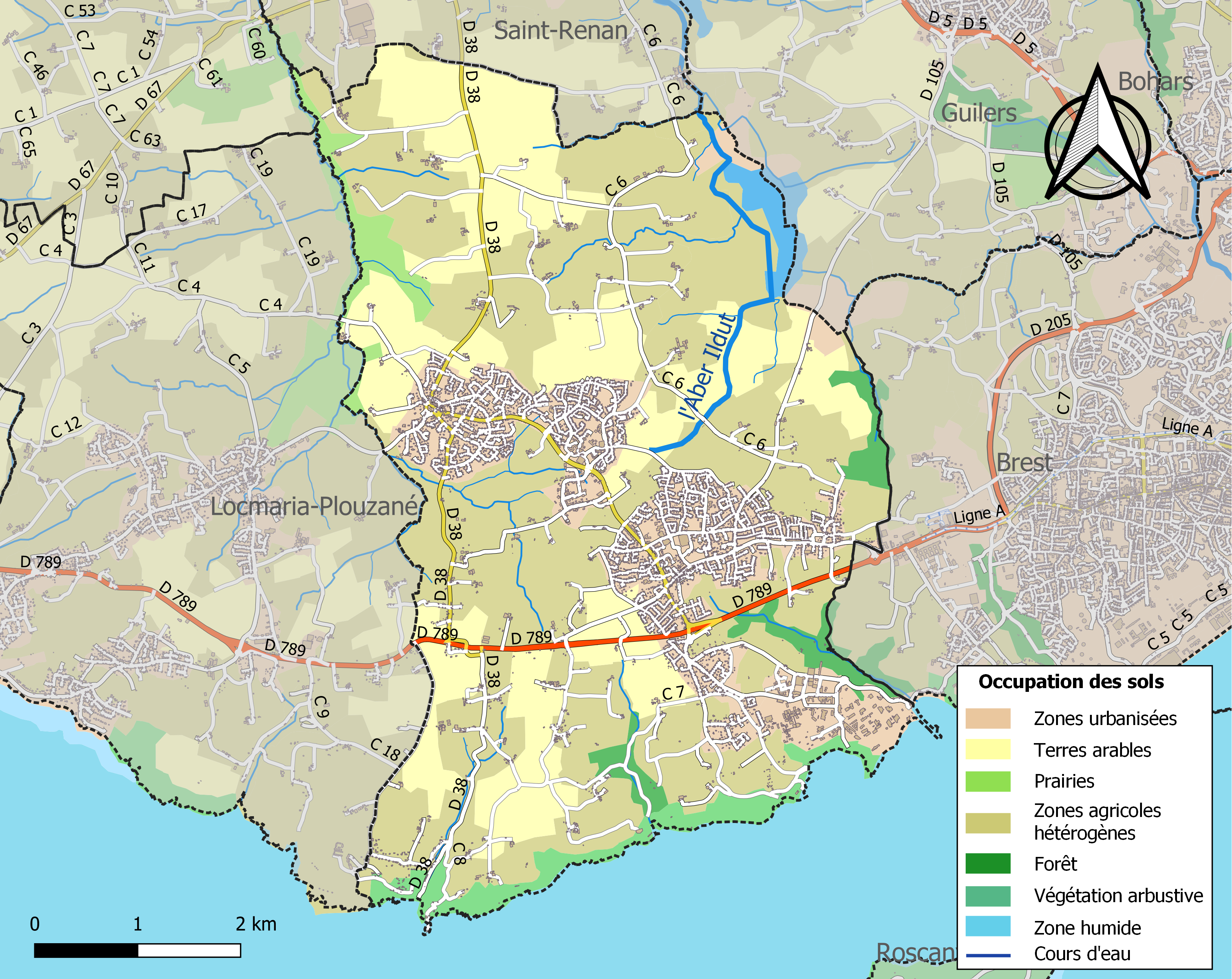

## Demografie
Onderstaande figuur toont het verloop van het inwonertal (bron: INSEE-tellingen).

## Afbeeldingen

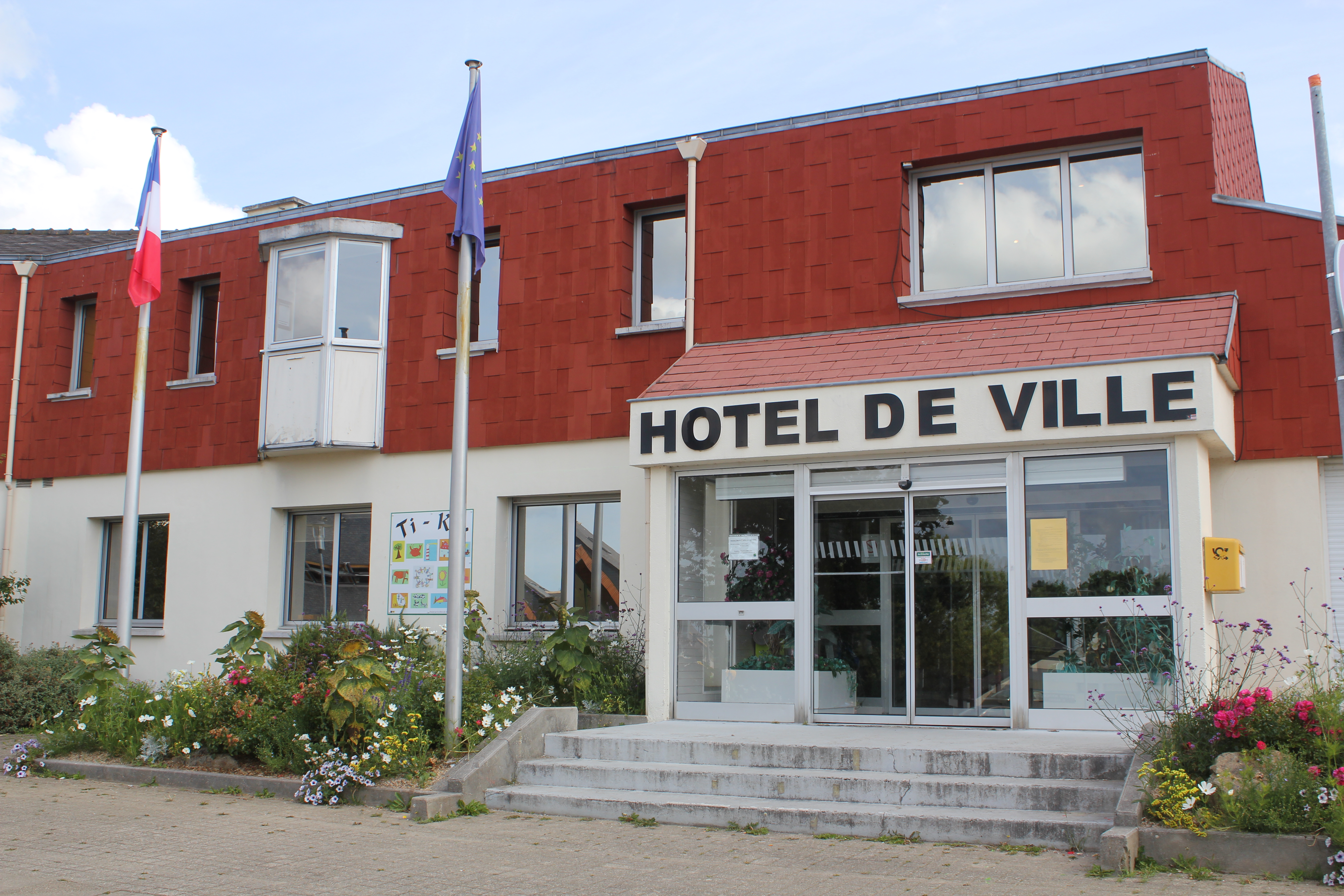
Gemeentehuis
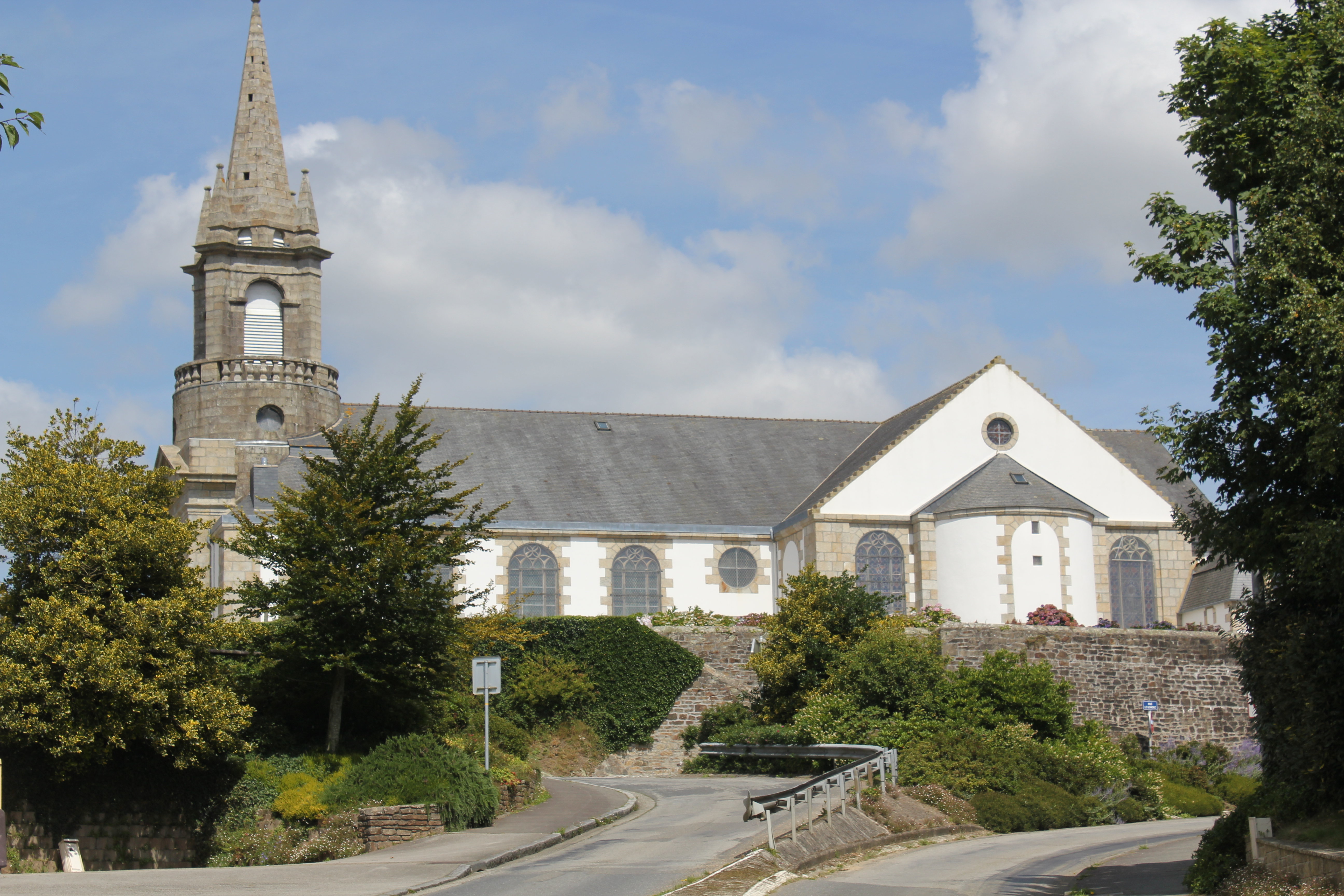
Kerk Saint-Sané, gebouwd tussen 1775 en 1781
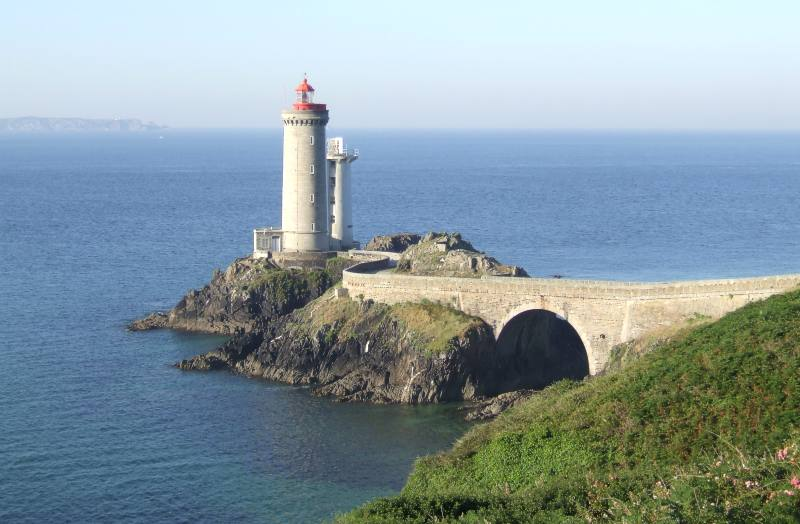
Vuurtoren van Petit Minou
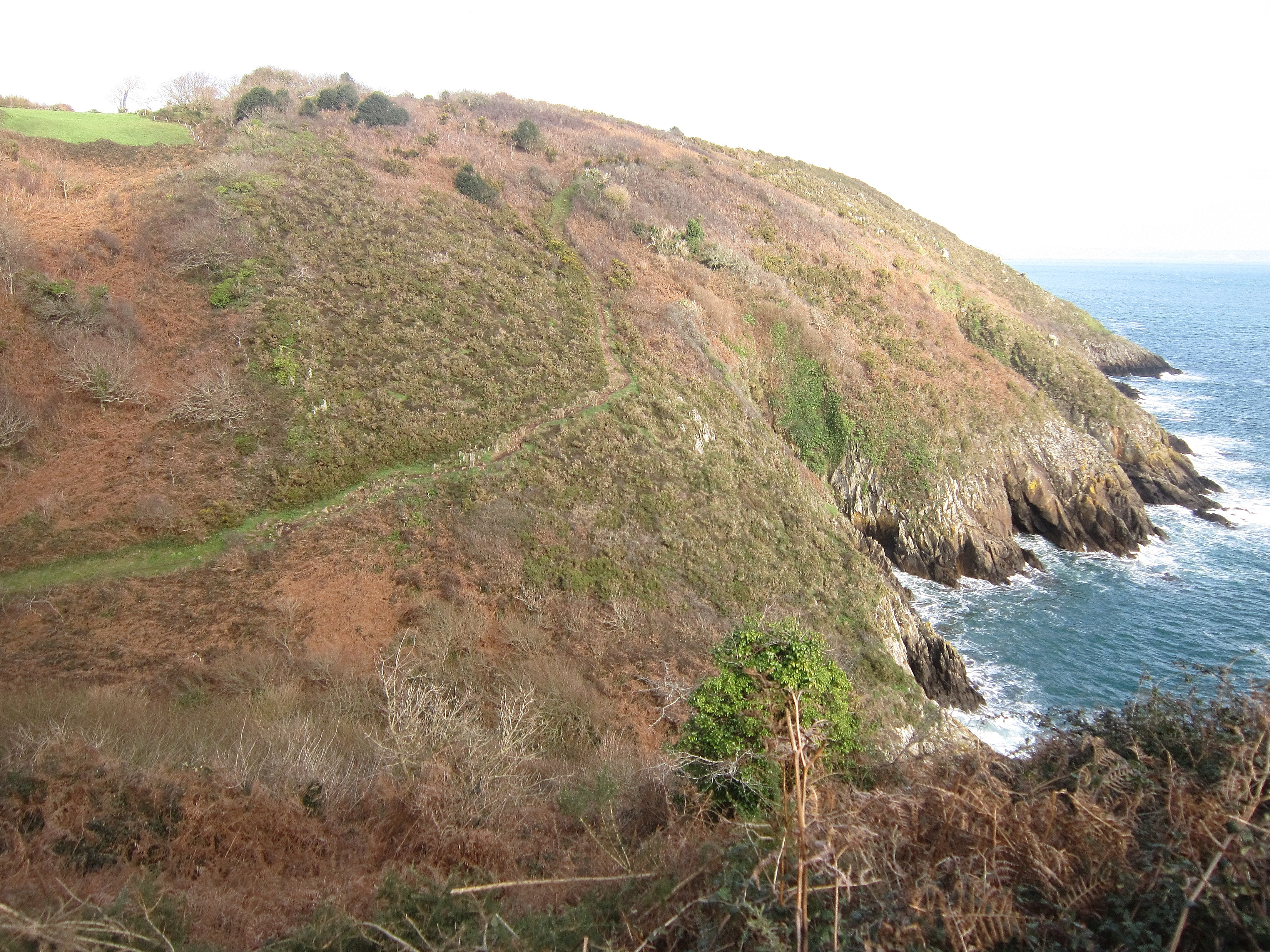
Op wandelroute GR34 (onderdeel van Wandelroute E9)
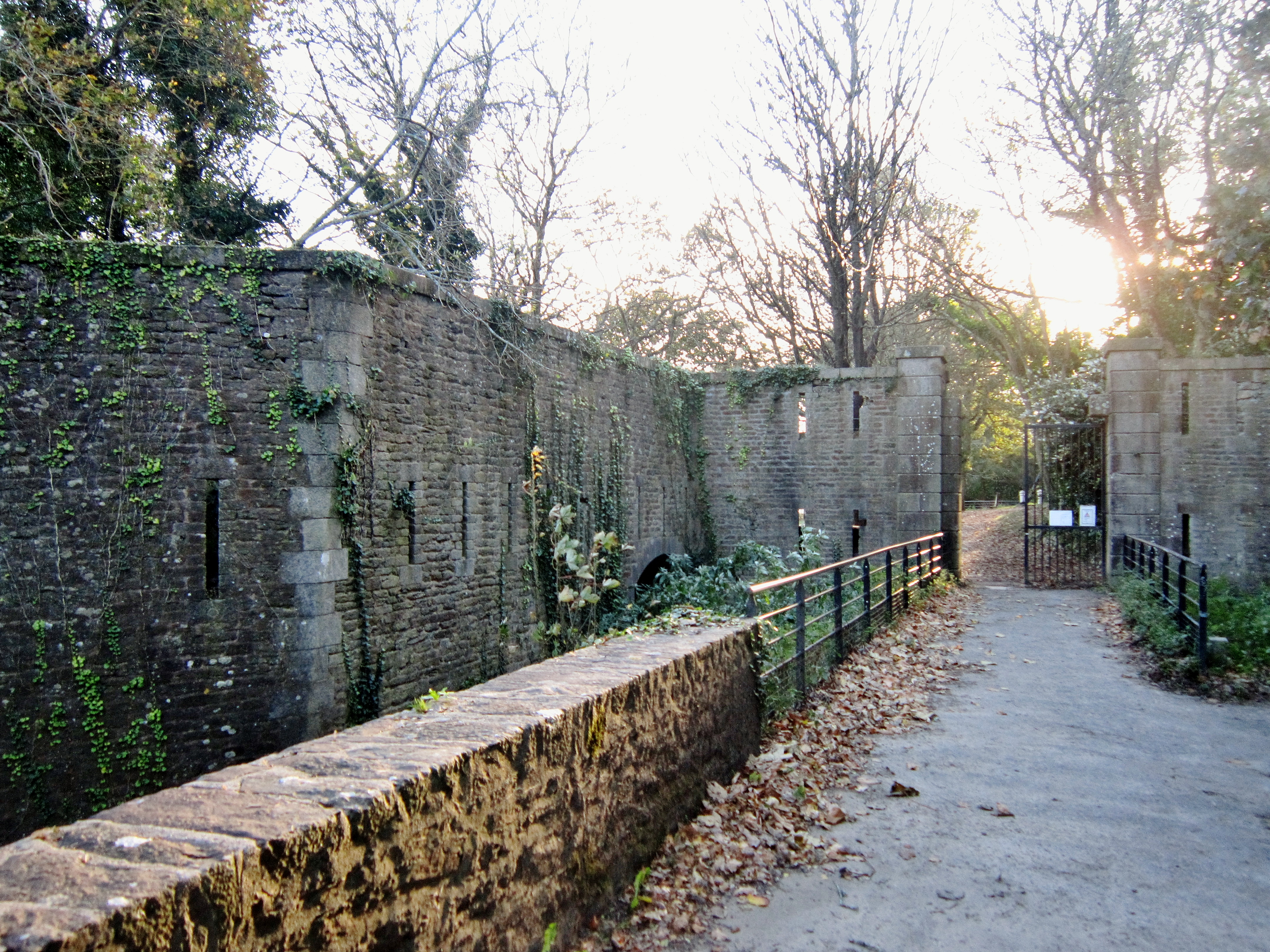
Fort van Le Dellec
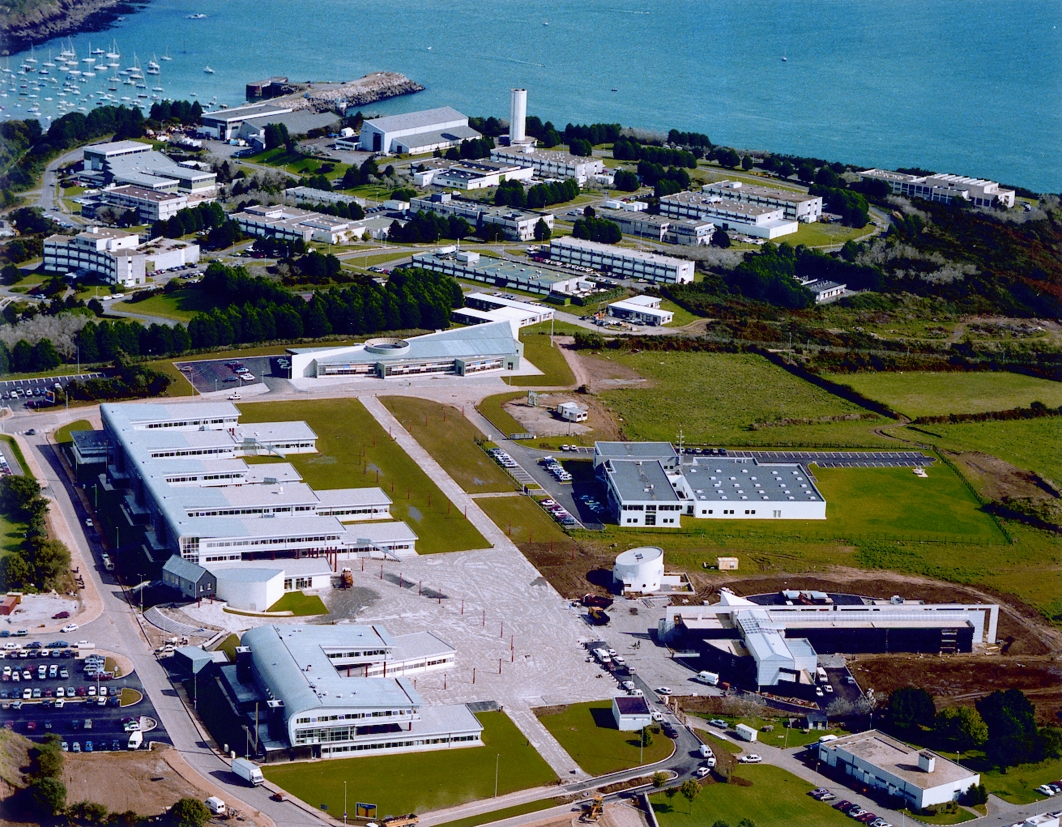
Technopôle Brest Iroise